# Kloster La Charité (Burgund)
Das Kloster La Charité (Caritas) in der heutigen Region Burgund war ursprünglich ein Nonnenkloster und später eine Zisterzienserabtei in der Gemeinde Lézinnes im Département Yonne in Frankreich, etwa zwölf Kilometer südöstlich der Stadt Tonnerre, am Ufer des Armançon. Es darf nicht mit dem Kloster La Charité (Franche-Comté) verwechselt werden.

## Geschichte
Das Kloster wurde 1184 für Nonnen aus Langres gegründet und erst 1432 vom Zisterzienser-Orden übernommen, der dort eine Mönchsabtei einrichtete. Das Kloster wurde 1568 von den Hugenotten zerstört, bestand aber bis zur Französischen Revolution weiter. 1768 zählte es nurmehr zwei Mönche.

## Bauten und Anlage
Von den Klostergebäuden sind mit Ausnahme eines Eckturms und eines unterirdischen Kellers keine Reste mehr vorhanden.